# Thoracochromis
Thoracochromis ist eine Gattung aus der Familie der Buntbarsche (Cichlidae), die im Osten Afrikas sowie im Kongobecken, in Angola und Namibia vorkommt.

## Merkmale
Thoracochromis-Arten sind relativ kleine Buntbarsche und werden 8 bis 15 cm lang. Diagnostisches Kennzeichen der Gattung sind die Brustschuppen, die wesentlich kleiner sind als die Schuppen am übrigen Körper. Außerdem ist der Geschlechtsdimorphismus für eine haplochromine Buntbarschgattung sehr gering. Die Männchen sind in der Regel ähnlich unscheinbar gefärbt wie die Weibchen (aber nicht bei Thoracochromis brauschi), haben aber immer deutlich sichtbare Eiflecke auf der Afterflosse. Sie werden deutlich größer als die Weibchen, besitzen größere Flossen und Rücken- und Afterflosse, sowie die Bauchflossen sind immer ausgezogen.
Wie alle Haplochromini sind die Thoracochromis-Arten Maulbrüter.

## Arten

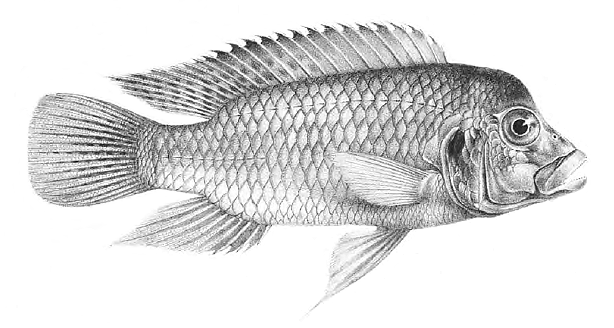
Thoracochromis demeusii

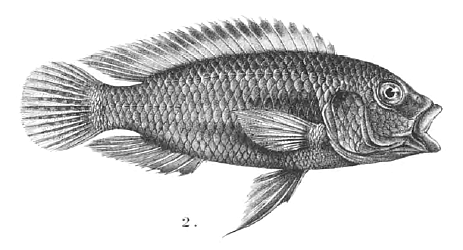
Thoracochromis moeruensis

Fishbase listet zwölf Arten in der Gattung Thoracochromis.
- Thoracochromis albolabris (Trewavas & Thys van den Audenaerde, 1969); Kunene
- Thoracochromis bakongo (Thys van den Audenaerde, 1964), unteres Kongobecken
- Thoracochromis brauschi (Poll & Thys van den Audenaerde, 1965); Sankuru
- Thoracochromis buysi (Penrith, 1970); Kunene
- Thoracochromis callichromus (Poll, 1948); Fwa im Stromgebiet des Kasai
- Thoracochromis demeusii (Boulenger, 1899), unterer Kongo
- Thoracochromis fasciatus (Perugia, 1892); Kongo stromabwärts von Matadi
- Thoracochromis lucullae (Boulenger, 1913); Luculla
- Thoracochromis moeruensis (Boulenger, 1899); Mwerusee und mittlerer Luapula
- Thoracochromis schwetzi (Poll, 1967); Kwango
- Thoracochromis stigmatogenys (Boulenger, 1913); unterer Kwango und mittlerer Luapula
- Thoracochromis wingatii (Boulenger, 1902) (Typusart); Nil und Albertsee

## Systematik
Die Gattung Thoracochromis wurde im Jahr 1979 durch den britischen Ichthyologen Peter Humphry Greenwood. Die Gattung nicht monophyletisch. Die Typusart Thoracochromis wingatii gehört zur „East African radiation“ und ist sehr nah mit der artenreichen Gattung Haplochromis verwandt. Dafür sprechen neben molekularbiologischen Daten auch die Verbreitung im Nil und im Albertsee. Thoracochromis moeruensis steht dagegen Pseudocrenilabrus nahe. Acht weitere Thoracochromis-Arten (T. albolabris, T. bakongo, T. brauschi, T. buysi, T. callichromus, T. demeusii, T. fasciatus und T. stigmatogenys) gehören zu einer Verwandtschaftsgruppe von Buntbarschgattungen aus dem südlichen Afrika, die abgeleitet von der Gattung Serranochromis den provisorischen Namen „Serranochromini“ erhalten hat. Die Verwandtschaft der verbleibenden zwei Thoracochromis-Arten (T. lucullae und T. schwetzi, beide aus Angola) ist bisher unsicher. Sie könnten ebenfalls zu den „Serranochromini“ gehören oder eine Klade mit Pseudocrenilabrus bilden.